# Mallia Franklin
Mallia Franklin (* 1. März 1952 als Rosalind Franklin; † 5. Februar 2010) war eine US-amerikanische Sängerin und Songschreiberin des P-Funk.

## Leben
Franklin agierte als Backgroundsängerin für Parliament und Funkadelic und wurde 1978 Mitglied in dem vom George Clinton produzierten Musikprojekt Parlet. Franklin verließ 1979 Parlet, um mit dem Musiker Donnie Sterling das Projekt Sterling Silver Starship zu gründen. Zusammen produzieren sie nur ein Album, dieses wurde jedoch nie veröffentlicht. In den folgenden Jahren gründete Franklin weitere Musikprojekte. 1990 hatte sie mit George Clinton einen Auftritt in dem von Prince produzierten Spielfilm Graffiti Bridge. Ihr erstes Soloalbum erschien 1994 unter dem Titel Funken Tersepter.
Franklin arbeitete im Verlauf ihrer Karriere mit zahlreichen Künstlern wie Bootsy Collins, Walter „Junie“ Morrison, Sly Fox, Gap Band, Brides of Funkenstein, Fred Wesley, Eddie Hazel, Dallas Austin, Ice Cube, Roger Troutman, Dr. Dre u. a. zusammen. 2002 schrieb sie zusammen mit dem Musiker Snoop Dogg das Lied Suited and Booted für sein Album Paid tha Cost to Be da Boss. Während ihrer musikalischen Laufbahn nahm sie über 250 Lieder auf.
Franklin war mit dem Schlagzeuger Nathaniel Neblett verheiratet. Das Paar hatte einen Sohn. Für ihr musikalisches Wirken bekam sie von ihren Kollegen den Beinamen Queen of Funk.

## Diskografie
- 1994 – Funken Tersepter

## Filmografie
- 1990: Graffiti Bridge
- 2009: Unsung (2. Staffel, Folge 8, Bootsy Collins)